# Eparchia dell'Immacolata Concezione di Prudentópolis degli Ucraini

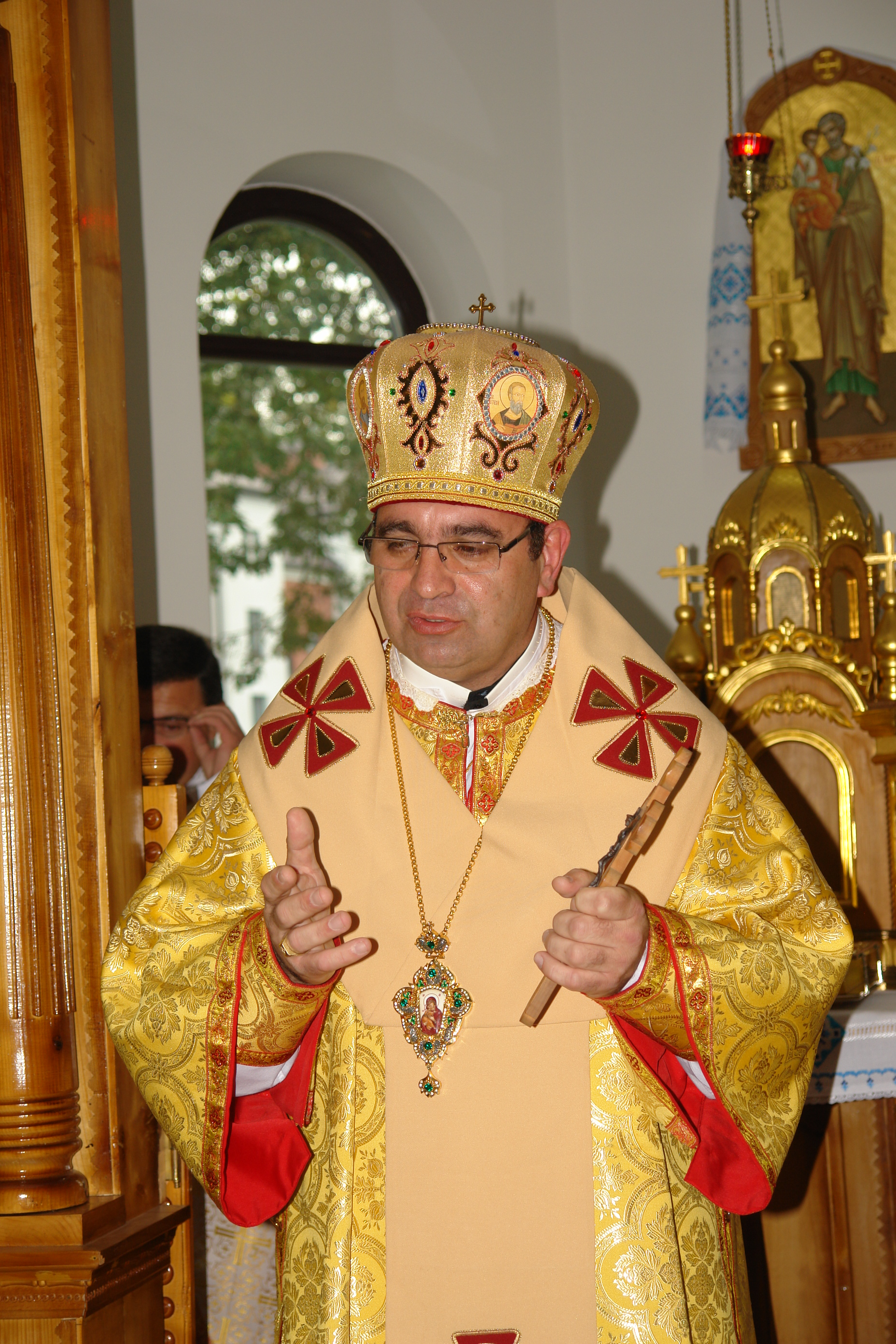
Il primo eparca, Meron Mazur.

L'eparchia dell'Immacolata Concezione di Prudentópolis degli Ucraini (in latino: Eparchia Immaculatae Conceptionis Prudentopolitanae Ucrainorum) è una sede della Chiesa greco-cattolica ucraina in Brasile suffraganea dell'arcieparchia di San Giovanni Battista di Curitiba. Nel 2021 contava 80.150 battezzati. È retta dall'eparca Meron Mazur, O.S.B.M.

## Territorio
L'eparchia estende la sua giurisdizione sui fedeli della Chiesa greco-cattolica ucraina dei seguenti stati federati del Brasile: Mato Grosso do Sul, Mato Grosso, Rondônia, Acre, Amazonas, Roraima, Pará e Amapá, nonché della parte occidentale dello stato di Paraná.
Sede eparchiale è la città di Prudentópolis, nello stato di Paraná, dove si trova la cattedrale dell'Immacolata Concezione.
L'eparchia conta 12 parrocchie.

## Storia
L'eparchia è stata eretta il 12 maggio 2014 con la bolla Quo aptius di papa Francesco, ricavandone il territorio dall'eparchia di San Giovanni Battista di Curitiba, contestualmente elevata al rango di sede metropolitana, di cui la nuova eparchia è divenuta suffraganea.

## Cronotassi dei vescovi
Si omettono i periodi di sede vacante non superiori ai 2 anni o non storicamente accertati.
- Meron Mazur, O.S.B.M., dal 12 maggio 2014

## Statistiche
L'eparchia nel 2021 contava 80.150 battezzati.
| anno | popolazione | popolazione | popolazione | presbiteri | presbiteri | presbiteri | presbiteri                | diaconi | religiosi | religiosi | parrocchie |
| anno | battezzati  | totale      | %           | numero     | secolari   | regolari   | battezzati per presbitero | diaconi | uomini    | donne     | parrocchie |
| ---- | ----------- | ----------- | ----------- | ---------- | ---------- | ---------- | ------------------------- | ------- | --------- | --------- | ---------- |
| 2015 | 85.700      | ?           | ?           | 38         | 5          | 33         | 2.255                     |         | 33        | 198       | 124        |
| 2016 | 86.400      | ?           | ?           | 38         | 5          | 33         | 2.273                     |         | 33        | 198       | 124        |
| 2019 | 88.300      | ?           | ?           | 42         | 6          | 36         | 2.102                     |         | 41        | 151       | 12         |
| 2021 | 80.150      | ?           | ?           | 44         | 7          | 37         | 1.821                     |         | 44        | 146       | 12         |